# Нарваэс, Джон
Джон Уильямс Нарваэс Арройо (исп. John William Narváez Arroyo; родился 12 июня 1991 года в Эсмеральдасе) — эквадорский футболист, защитник клуба «Мельгар».

## Клубная карьера
Нарваэс — воспитанник клуба «Депортиво Куэнка». 13 сентября 2009 года в матче против «Барселоны» Гуаякиль он дебютировал в эквадорской Серии А. 28 февраля 2010 в поединке против «Индепендьенте дель Валье» Джон забил свой первый гол за «Куэнку».
В 2012 году Нарваэс перешёл в «Эль Насьональ». 2 апреля в матче против ЛДУ Кито он дебютировал за новую команду. По окончании сезона Джон покинул клуб.
В начале 2013 года Нарваэс перешёл в «Эмелек». 30 марта в матче против ЛДУ Лоха он дебютировал за клуб. С командой Джон дважды стал чемпионом Эквадора. 9 апреля 2015 года в поединке против «Индепендьенте дель Валье» он забил свой первый гол за «Эмелек». В начале 2018 года Нарваэс присоединился к перуанскому «Мельгару».

## Международная карьера
В 2011 году Нарваэс завоевал бронзовую медаль на молодёжном чемпионате Южной Америки в Перу. На турнире он сыграл в матчах против команд Уругвая, Парагвая, Аргентины, Чили и дважды против Колумбии и Бразилии.
В том же году Джон принял участие в молодёжном чемпионате мира в Колумбии. На турнире он сыграл в матчах против сборных Австралии, Испании, Коста-Рики и Франции.
В 2011 году Нарваэс также в составе олимпийской сборной Эквадора принял участие в Панамериканских играх в Гвадалахаре. На турнире он сыграл в матчах против команд Мексики, Уругвая и Тринидада и Тобаго.
6 июня 2015 года в товарищеском матче против сборной Панамы Нарваэс дебютировал за сборную Эквадора.
Летом 2015 года Джон принял участие в Кубке Америки в Чили. На турнире он был запасным и не сыграл ни минуты.

## Достижения
Командные
 «Эмелек»
- Чемпионат Эквадора по футболу — 2013
- Чемпионат Эквадора по футболу — 2014

Международные
 Эквадор (до 20)
- Молодёжный чемпионат Южной Америки — 2011